# 鈴木ちなみ
鈴木 ちなみ（すずき ちなみ、1989年〈平成元年〉9月26日 - ）は、日本の女性ファッションモデル、グラビアモデル、タレント、女優、YouTuber。岐阜県土岐郡笠原町（現：多治見市）出身。所属事務所はGrick。

## 略歴
金城学院高校を卒業。
名古屋で高校時代か大学の入学式でスカウトされる。最初は不安だったが両親にアドバイスされ芸能界入りしてモデルになる事を決断。2008年にモデルデビューし、同年11月にファッション雑誌『with』の専属モデルになる。
2009年に応募総数206人の中から2010年度東レキャンペーンガールに選ばれた。
2012年4月から『めざましどようび』（フジテレビ）の海外ロケコーナー「ココ調〜TOP OF THE WORLD〜」のリポーターを2年間務め、人気を博す。
2012年11月に出身地の多治見市観光大使 を、2016年8月31日に岐阜県の飛騨・美濃観光大使 を委嘱される。
2020年2月11日、一般男性との結婚を報告。
2020年6月19日、YouTubeチャンネル「ちなみtour」を開設。
2021年6月15日、第1子を妊娠したことを自身のブログで報告。9月27日、第1子を出産したことを自身のInstagramで報告。
2022年6月1日、家族と共にシンガポールに移住することを自身のInstagramで発表した。その後の芸能活動については、できる範囲で継続するとの意向を示した。
2023年9月8日、第2子妊娠を報告。11月3日、第2子出産を報告した。

## 人物
「『因む＝人と人との縁をつなぐ』ような人になって欲しい」との願いをこめて「ちなみ」と命名される。
性格は負けず嫌い。
12歳から英会話を習っていた。中学・高校時代は新体操部に所属しており、元SKE48の大矢真那はそのときの後輩である。
特技は書道・新体操・英会話。
「目標のモデルは？」と質問され「答えられない。届くこともできないんじゃないか。」と回答。

## 出演

### テレビドラマ
- しぇいけんBABY! -Shakespeare Syndrome-（2010年1月3日、フジテレビ） - 真田桃絵 役
- 最上の命医（2011年1月 - 3月、テレビ東京） - 沢木蘭 役
- 華和家の四姉妹（2011年7月 - 9月、TBSテレビ） - 畑野ゆかり 役
- ドン★キホーテ 第7話（2011年8月27日、日本テレビ） - 看護師 役
- 日韓共同製作ドラマ 『赤と黒』 （2011年9月、NHK BSプレミアム） - 日本でホン・テソンと一夜を過ごす日本女性 役
- 水曜ミステリー9 松本清張特別企画・鉢植を買う女（2011年11月9日、テレビ東京） - 林エリ 役
- 最後から二番目の恋 第8話（2012年3月1日、フジテレビ）
- ファーストクラス（2014年10月 - 12月、フジテレビ） - 向井山華 役
- 戦う!書店ガール（2015年4月 - 6月、関西テレビ） - 萩原麻美 役
- 釣りバカ日誌〜新入社員 浜崎伝助〜 第4話（2015年11月13日、テレビ東京） - 倉田詩織 役
- ぼくらのショウタイム（2019年4月6日、名古屋テレビ放送） - 鈴木ちなみ（本人） 役[20]
- ワンモア（2021年4月6日 - 5月18日、名古屋テレビ放送） - 図書室の司書さん 役[21]

### その他のテレビ番組
- NHK高校講座『生物』（2011年4月 - 2014年2月、NHK Eテレ） - MC
- めざましテレビ（2011年4月 - 2012年3月、フジテレビ） - 「MOTTOいまドキ!」レギュラー
- めざましどようび（2012年4月 - 2014年3月、フジテレビ） - 「ココ調〜TOP OF THE WORLD〜」リポーター
- 4夜連続 知的探検スペシャル 恋愛は科学だ!（2013年2月25日 - 28日、フジテレビ）
- めざましテレビアクア（2014年3月 - 、フジテレビ） - 「ちなみ探偵事務所」レギュラー
- 世界・ふしぎ発見!（2016年、TBSテレビ） - 準レギュラー
- スタイルプラス（2016年2月14日 - 2019年9月29日、東海テレビ） - スタイルコンシェルジュ
- デルサタ（2016年4月9日 - 2021年3月27日、名古屋テレビ放送） - 司会 [22]
  - デルサタ11（2018年4月7日 - 2021年3月27日、名古屋テレビ放送） - 司会
- 人生が変わる人事の話（2016年4月 - 、BSジャパン） - MC [23]
- haremachi trip（2016年10月4日 - 、岡山放送） - ナビゲーター
- 先人たちの底力 知恵泉（2017年1月17日、NHK Eテレ） - 「若き信長 天下を目指せ！ 〜アタマ一つ抜け出すには〜」ゲスト
- 先人たちの底力 知恵泉（2017年1月24日、NHK Eテレ） - 「天下統一の秘策は城にあり！ 〜若きカリスマ 信長の知恵〜」ゲスト
- わがまま！気まま！旅気分 鈴木ちなみ×SAGA #さが女子一人旅（2017年9月9日、BSフジ）
- クローズアップ現代+（2018年4月9日、NHK総合テレビ） - 「急増する"墓じまい" 〜新たな弔いの形とは〜」ゲスト
- 旬感☆ゴトーチ!（2018年4月18日、NHK総合テレビ） - 「朝ドラで注目の多治見！〜岐阜　多治見〜」リポーター
- ふらっとあの街 旅ラン10キロ（2018年4月18日 - 、NHK BSプレミアム）
- 農業応援番組「鈴木ちなみの元気のみなもと」（2016年 - 、岐阜放送）
- けいナビ 〜応援!どさんこ経済〜（2019年4月 - 2020年3月、テレビ北海道） - MC、杉村太蔵と交代制
- 鈴木ちなみのとやまダイアリー （2021年4月 - 2022年3月､ 富山テレビ）
- ニュース地球まるわかり（2021年5月23日、NHK総合テレビ） - リモートゲスト

### ウェブテレビ
- Wの悲喜劇（2018年2月 - 3月、AbemaTV・AbemaNews） - お留守番MC

### 映画
- 犬とあなたの物語（2011年、アスミック・エース）
- またいつか夏に。（2012年）
- BRAVE HEARTS 海猿（2012年）
- 東京無印女子物語（2012年）
- FASHION STORY -Model-（2012年11月17日公開、ユナイテッド エンタテインメント）
- 永遠の0（2013年12月21日公開）
- めがみさま（2017年）

### 舞台
- STRAYDOG Produce「ゴジラ」（2012年5月3日 - 5月6日、SPACE107）
- STRAYDOG Produce「路地裏の優しい猫」（2012年8月11日 - 12日、8月21日 - 26日、大阪市立芸術創造館、中野ザ・ポケット）
- STRAYDOG Produce「女の子ものがたり」（2012年10月18日 - 21日、紀伊國屋ホール）
- ディス・ワンダーランド（2013年4月6日 - 14日、青山円形劇場） - ヒナコ 役

### 吹き替え
- シュガー・ラッシュ:オンライン（2018年） - 女性ポップアップ 役[24]

### CM
- デニーズ（2011年6月 - 2012年1月）[1]
- セシール
- カルピス「カルピスフルーツパーラー」（2013年）
- 小学館「DIME」
- アスビー（2013年）
- 武田薬品「ベンザブロックSプラス」“鈴木さんのかぜ”篇（2013年）
- DHC
  - 「DHCエラスチン コラーゲン セラミド プラセンタ フレッシュローション[F1]」
  - 「DHCプラセンタ2 ヒアルロン酸4 ウォータージェル[F1]」
- ニッポンレンタカー（2014年4月 - ）
- ストリートライフ（2015年6月 - ） - 宮城県エリア限定
- 中部電力「中部電力はじめる部」（2015年9月 - ）[25]
- 大進（2016年1月22日 - ） - 広島県・山口県エリア限定
- JAめぐみの「明方ハム」（2017年4月1日 - ） - 東海地方限定[26]
- ポッカサッポロフード&ビバレッジ「加賀棒ほうじ茶」（2020年9月 ‐ ）

### 企業イメージキャラクター
- VSN[27]

### 広告
- 行政書士制度広報月間ポスター（2014年10月）[28]
- 養老改元1300年祭ガイドブック（2017年）[29]

### カタログ
- 千趣会
- マルイVoi

### ミュージックビデオ
- 島谷ひとみ「簡単に言えたなら」（2011年2月16日）
- ケツメイシ「さらば涙」(2016年3月16日)

## 書籍

### 写真集
- ちなみに⋯。（2012年11月30日、集英社、撮影：唐木貴央）ISBN 978-4087806663

### 雑誌連載
- with（2008年11月 - 、講談社） - 専属モデル。
- Highway Walker東日本（2013年6月号）

### 単行本
- chinami no ME!（2014年8月6日、宝島社）ISBN 4800229871